# NGC 1222
NGC 1222 ist eine linsenförmige Galaxie mit ausgedehnten Sternentstehungsgebieten vom Hubble-Typ S0− im Sternbild Eridanus am Südsternhimmel. Sie ist schätzungsweise 107 Millionen Lichtjahre von der Milchstraße entfernt und hat einen Durchmesser von etwa 35.000 Lichtjahren. Ein am 7. November 2016 veröffentlichtes Hubble-Teleskop-Bild zeigt, dass die Hauptgalaxie zwei Zwerggalaxien absorbiert und Starburst-Aktivitäten in allen drei Galaxien erzeugt.
Gemeinsam mit NGC 1248, PGC 11885, PGC 12068, PGC 12130, und PGC 11968 bildet sie die NGC 1222-Gruppe.
Das Objekt wurde am 5. Dezember 1883 von dem Astronomen Edouard Stephan  mithilfe eines 80 cm Spiegelteleskops entdeckt und später von Johan Dreyer in seinem New General Catalogue verzeichnet wurde.

## NGC 1222-Gruppe (LGG 85)
| Galaxie   | Alternativname | Entfernung/Mio. Lj |
| --------- | -------------- | ------------------ |
| NGC 1222  | PGC 11774      | 107                |
| NGC 1248  | PGC 11970      | 98                 |
| PGC 11885 | MCG -01-09-013 | 99                 |
| PGC 11968 | Mrk 604        | 95                 |
| PGC 12068 | MCG -01-09-021 | 98                 |
| PGC 12130 | MCG -01-09-024 | 102                |